# Herzog Anton Ulrich-Museum

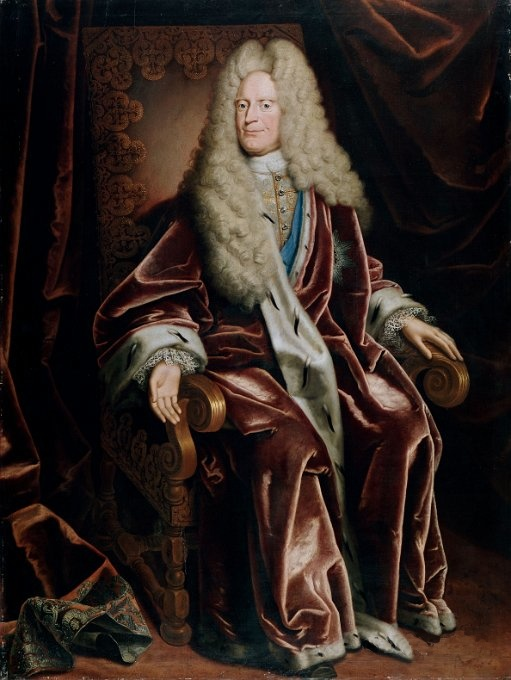
Książę Antoni Ulryk – założyciel zbiorów

Herzog Anton Ulrich-Museum (Muzeum księcia Antoniego Ulryka) – muzeum w Brunszwiku, posiada jedne z najstarszych i największych zbiorów sztuki w Niemczech. 

## Dzieje
Założone zostało w 1754 przez księcia Brunszwiku i Wolfenbüttel Antoniego Ulryka pod nazwą Kunst-und Naturalienkabinett. Pierwszą siedzibą muzeum był dawny klasztor Paulinów, gdzie oprócz zbiorów sztuki mieściła się dawna zbrojownia. Część zbiorów mieściła się w zamku Dankwarderode. Za dyrekcji Hermana Riegela wzniesiono duży, trzykondygnacyjny gmach, którego budowę ukończono w 1887. Neorenesansowy budynek jest dziełem architekta Oskara Sommera. Znalazły się tam oprócz galerii malarstwa zbiory rzeźby brązowej, meblarstwa, wyroby z kości słoniowej, majoliki (największe zbiory włoskiej majoliki na północ od Alp), wyroby z emalii (ponad 200 obiektów) i wyroby rzemiosła artystycznego z Dalekiego Wschodu niegdyś znajdujące się w zamku Salzdahlum w Dolnej Saksonii.

## Zbiory
Obecnie Muzeum księcia Antoniego Ulryka zostało podzielone na dwie sekcje – sztuki średniowiecznej, oraz nowożytnej i nowoczesnej. Średniowieczne dzieła sztuki, przede wszystkim dzieła złotnictwa, wyroby z kości słoniowej, malarstwa i rzeźby znajdują się w zamku Dankwarderode. W 1989 zbiory te wzbogacono o oryginalną rzeźbę Lwa Brunszwickiego, przeniesioną z pobliskiego placu Zamkowego. W głównym gmachu znajduje się na pierwszym piętrze galeria malarstwa (m.in. obrazy Cranacha, Holbeina, van Dycka, Vermeera, Rubensa, Rembrandta, etc), powyżej – zbiory rzemiosła artystycznego.